# ФК „Априлец Бояджик-2017“
ФК „Априлец 2017“ е футболен клуб от село Бояджик, който участва в областните футболни групи.

## История
През 2011 г. по инициатива на момчета от Бояджик се създава втори отбор на селото – ФК Ураган (Бояджик), в който да играят единствено и само хора от Бояджик. Г-н Иван Петров – Каприза осигурява финансово отбора и поема инициативата да мотивира доброто представяне на играчите.
2012/2013 ФК Ураган (Бояджик) завършва на 10-о място в А Областна група-Ямбол.
2014/2015 ФК Ураган (Бояджик) завършва на първо място в А Областна група-Ямбол и след успех над ОФК Карнобат в баражите влиза за първи път в историята си в Югоизточната В група.
2015/2016 Югоизточна В група – 4 място (най-добро нападение, вкарани 93 гола Архив на оригинала от 2016-10-10 в Wayback Machine., 3 души с над 10 попадения)
2016/2017 Югоизточна Трета лига – 8 място
2017/2018 Тимът на ФК Ураган (Бояджик) променя името и седалището си и през новия сезон ще се казва Ямбол-1915 (Ямбол) и ще играе домакинските си срещи на стадиона в Ямбол.
2017/2018 Село Бояджик създава нов представителен отбор – ФК Априлец 2017, който ще започне участието си от Б ОФГ Ямбол. Домакинските мачове ще се играят на стадиона в село Бояджик.

## Състав 2016/2017
Към 1 ноември 2016 г.